# 富山県道・石川県道18号氷見田鶴浜線
富山県道・石川県道18号氷見田鶴浜線（とやまけんどう・いしかわけんどう18ごう ひみたつるはません）とは、富山県氷見市と石川県七尾市を結ぶ主要地方道（富山県道・石川県道）である。

## 概要
能登半島の東側で富山湾に面する富山県氷見市から北北西に進路を取り、太古よりの修験場・石動山（せきどうざん）直近の標高300mから500m前後の山々（石動山地）を抜けて石川県鹿島郡の邑知地溝帯（邑知平野）の東側に入る峠越え（荒山峠）の区間と、邑知平野の東側から二宮川に沿ってほぼ直線状に北上し田鶴浜の市街地に至る区間で成り立っている。
前者は、石動山地によって阻められ、両地区の直接的な交流が制約されてきた。しかしながら修験場の存在は逆に人々の確実な通行に繋がり、いくつもの山越えルートが存在してきた。この山越えコースのうち、当県道はもっとも修験場直近を通る険しいコースである。狭隘で急勾配と急カーブが連続するためか県境のある荒山峠の前後の区間は、近年まで冬季閉鎖されていた。現在は道路の改良が進められ、通年通行可能である。
また後者は、峠越えの区間とは大きく異なり、標高差がほとんど無いため、鹿北地区（旧中島町・旧田鶴浜町）や奥能登の内浦側から、七尾を迂回し鹿南地区（旧鳥屋町・旧鹿西町・旧鹿島町）、また西往来を経て羽咋・金沢へ至る重要なショートカットコースである。

### 路線データ
- 起点：富山県氷見市阿尾471（阿尾城跡口交差点、富山県道373号薮田下田子線交点）
- 終点：石川県七尾市田鶴浜町タ73番2地先（田鶴浜東交差点、国道249号・石川県道1号七尾輪島線交点）

## 歴史
- 1972年（昭和47年）[1]3月31日：路線認定。当時は、鹿島郡鹿島町徳前（現・同郡中能登町徳前）のラピア鹿島交差点付近から現在の石川県道325号良川磯辺線にあたる区間を経て同郡鳥屋町良川（現・中能登町良川）の良川交差点へ至り、石川県道2号七尾羽咋線と重複して同町羽坂の羽坂交差点から現道に至る経路だった。
- 1985年（昭和60年）時点での富山県側の路線番号は「37」であった[2]。
- 1993年（平成5年）5月11日 - 建設省から、県道氷見田鶴浜線が氷見田鶴浜線として主要地方道に指定される[3]。
- 1995年（平成7年）4月1日 - 県道番号が「18」となる。

なお、路線番号の「18」は、かつては『小矢部井波線』（現・国道471号の小矢部 - 井波間のルート）に割り当てられていた。

## 路線状況
車道は概ね両側2車線（片側1車線）の幅員が確保されている。ただし、富山県氷見市八代地区内の磯辺集落から小滝（おたき）集落、石川県鹿島郡中能登町原山地内に至る区間の一部では狭小であり、両側1.5車線程度の幅員である。この区間内でも拡幅工事や待避所の設置が行われており、普通自動車での行き違いに難する区間はほぼみられない。石川県側では当県道周辺に土砂採取場や資材置場などが多数あり、ここへ出入りする大型車の往来も頻繁に見られる。
歩道は、起点から氷見市指崎（さっさき）までと、同市吉滝地内（森寺橋から八代郵便局前まで）、同市磯辺（磯辺南バス停から八代公民館前まで）、中能登町芹川の老人福祉センター「天平の里」から同町春木の春木交差点付近、七尾市西下町地内（伊久留川橋詰の交差点から西下町交差点まで）と同市西下町の細田橋詰から終点までにそれぞれ設置されている。このうち、ほとんどの区間は片側にのみ設置されているが、中能登町の生涯学習センター「ラピア鹿島」に通ずる交差点から同町徳前の徳前交差点までの区間は車道両側脇に設置されている。
JR七尾線とは立体交差しており、車両は黒氏跨線橋で越える。この跨線橋には歩道は設置されていないものの、直下の地下道で往来が可能となっている。

### 重複区間
- 富山県道70号万尾脇方線（氷見市磯辺地内）
- 国道159号・鹿島バイパス（中能登町徳前地内・ラピア鹿島交差点 - 徳前交差点）
- 石川県道116号末吉七尾線（七尾市西下地内）
- 国道249号（七尾市高田町・高田IC - 同市田鶴浜町・田鶴浜東交差点）

## 地理

### 通過する自治体
- 富山県
  - 氷見市
- 石川県
  - 鹿島郡中能登町
  - 七尾市

### 交差する道路

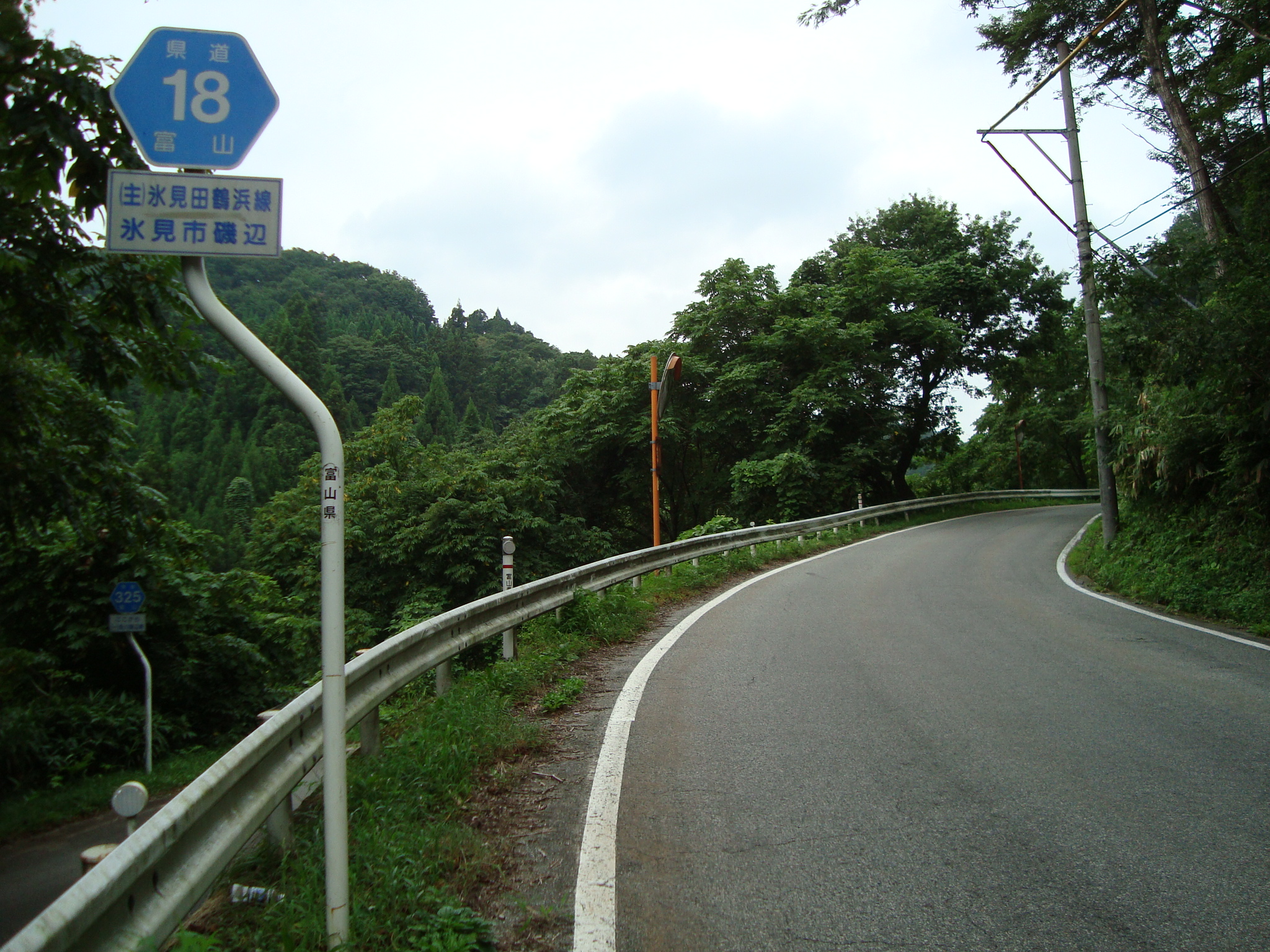
富山県氷見市磯辺付近

- 富山県道373号薮田下田子線（氷見市阿尾・阿尾城跡口交差点、起点）
- 国道160号（氷見市阿尾・阿尾交差点）
- 富山県道70号万尾脇方線（氷見市磯辺）
- 富山県道325号良川磯辺線（氷見市磯辺）
- 石川県道244号七尾鹿島羽咋線（石川県鹿島郡中能登町芹川・芹川交差点）
- 国道159号（中能登町徳前・ラピア鹿島交差点、同町徳前・徳前交差点）
- 石川県道2号七尾羽咋線（中能登町羽坂・羽坂交差点）
- 石川県道252号瀬戸春木線（中能登町春木・春木交差点）
- 石川県道298号七尾鳥屋線 旧道（石川県七尾市西三階町・西三階町交差点）
- 石川県道46号志賀田鶴浜線（七尾市西下）
- 石川県道116号末吉七尾線（七尾市西下・西下交差点）
- 国道470号（能越自動車道 田鶴浜道路）、国道249号（七尾田鶴浜バイパス）（七尾市高田町・高田IC）
- 国道249号・石川県道1号七尾輪島線（七尾市田鶴浜町・田鶴浜東交差点、終点）